# Pedro Arteaga Mendiola
Pedro Arteaga Mendiola (* Villafranca de Ordizia, 1537 - † Lima, 19 de diciembre de 1590), magistrado y funcionario colonial en los virreinatos de la Nueva España y del Perú. Rector de las universidades de México y San Marcos.

## Biografía
Obtuvo la licenciatura en Leyes en la Universidad de Sigüenza (1559), fue nombrado fiscal de la Real Audiencia de Guatemala (1568) y trasladado a la de México (1572). Tras seguir Cánones en dicha Universidad, optó el grado de Doctor, y fue elegido rector (1577-1579). Promovido al cargo de oidor de la Real Audiencia de Lima (1578), dilató la preparación de su viaje a esta ciudad. Hallándose próximo a emprenderlo, negó su permiso para que lo hiciera también el impresor Antonio Ricardo, por ser extranjero; pero como oidor tuvo que suscribir la autorización para que instale su imprenta (1584).
Actuó como juez de residencia de los alcaldes y regidores del Cabildo de Lima (1581), asimismo fue visitador y rector de la Universidad de San Marcos (1582-1583), atendiendo a la revisión de cuentas y disponiendo la reforma de las Constituciones para que estuviesen conformes con las de la Universidad de Salamanca. Posteriormente, fue enviado por el virrey Conde de Villardompardo para hacer la visita de las minas de azogue de Huancavelica (1588), a fin de esclarecer las acusaciones contra los asentistas y las condiciones en que trabajaban los indios. Incluso, sufrió excomunión por no respetar los privilegios jurisdiccionales de la Inquisición.
| Predecesor: Hernán Vásquez de Fajardo | Rector de la Universidad de San Marcos 1582 - 1583 | Sucesor: Antonio de Molina |